# Varanus cerambonensis
Varanus cerambonensis là một loài thằn lằn trong họ Varanidae. Loài này được Philipp, Böhme & Ziegler miêu tả khoa học đầu tiên năm 1999.